# Saeta

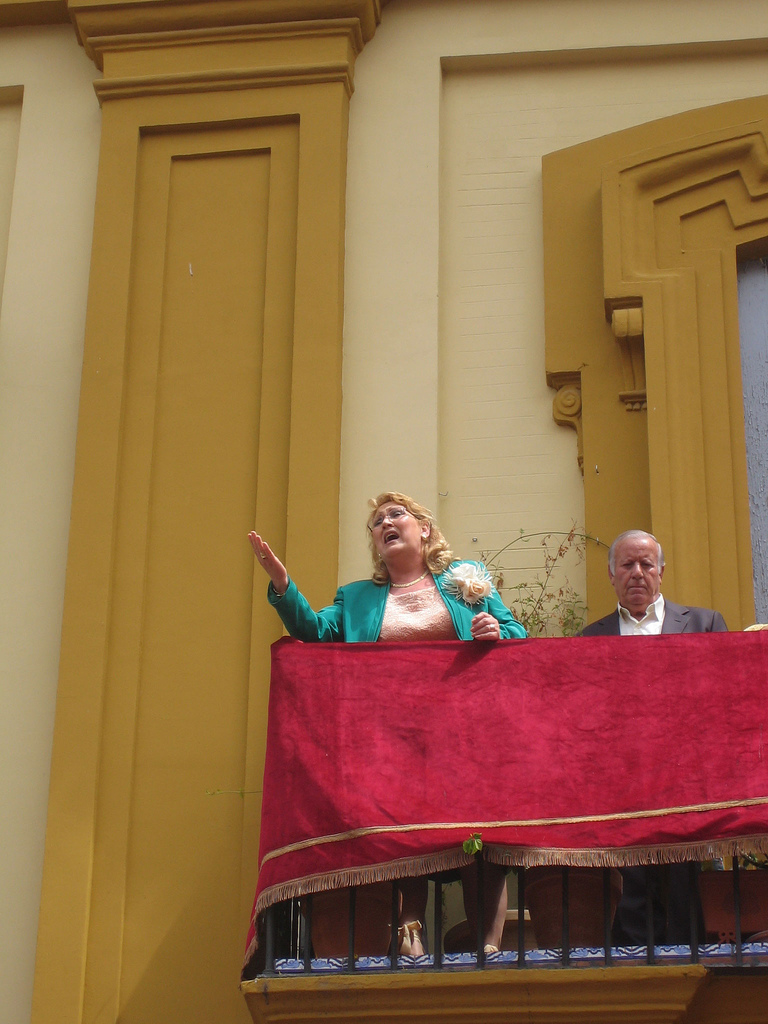
Saeta-Sängerin

Die Saeta (spanisch; von lateinisch sagitta „Pfeil“) ist eine Gesangsform mit religiöser Thematik (Leidensgeschichte Christi und Schmerz der Mutter Maria) und gesangstechnischen Einflüssen des Flamenco, die als besonders intensiver und individueller Ausdruck der Volksfrömmigkeit während der alljährlichen Prozession der Karwoche (Semana Santa) in Andalusien von einzelnen Sängerinnen oder Sängern aus den Reihen der Zuschauer entlang der Prozessionsstrecke dargeboten wird.
Die Saeta entwickelte sich vermutlich Ende des 18. Jahrhunderts aus einer korrumpierten Form der liturgischen Psalmodie.